# دم‌بادبزنی دم‌حنایی
دم‌بادبزنی دم‌حنایی (نام علمی: Rhipidura phoenicura) نام یک گونه از سرده دم‌بادبزنی است.